# Edward Barrington de Fonblanque
Edward Barrington de Fonblanque, britanski general, * 1895, † 1981.